# Аптека (пам'ятка, Володимир)
Аптека (памʼятка, Володимир) – памʼятка кінця XVIII століття у Володимирі (вулиця Миколаївська, 18).
13 листопада 1786 року останній король Речі Посполитої Станіслав Август Понятовський надав привілей ордену василіян організувати у місті аптеку. Для цього василіани поруч зі своїм собором збудували 5-кімнатний одноповерховий будинок. 

Зі східної сторони будинку був висаджений сад.

У ХІХ столітті будинок зазнавав кількаразових перебудов. 

У 1912 році аптеку у Матильди Стецької викупив Антон Коломийський. Він відремонтував приміщення та закупив апарат для виготовлення мінеральної та газованої води. 
Приблизно у 1920-х рр. було добудовано другий поверх і усе приміщення стало використовуватись як готель «Європейський».
За радянської влади у будівлі також був готель, а з 1970-х років – різні державні установи.
У 2004 році будинок передано УПЦ-КП.